# Olessia Charavskaïa
Olessia Vassilievna Charavskaïa (en russe : Олеся Васильевна Шаравская) est une joueuse de volley-ball russe née le 1er octobre 1984 à Ivanovo. Elle mesure 1,87 m et joue au poste de réceptionneuse-attaquante. 

## Clubs
| Club                 | De        | À         |
| -------------------- | --------- | --------- |
| Universitet Belgorod | 2001-2002 | 2006-2007 |
| Nadejda Serpoukhov   | 2007-2008 | 2007-2008 |
| Universitet Belgorod | 2008-2009 | 2008-2009 |
| Samorodok Khabarovsk | 2009-2010 | 2009-2010 |
| Avtodor-Metar        | 2010-2011 | 2011-2012 |
| Oufimotchka Oufa     | 2012-2013 | 2012-2013 |
| VK Voronej           | 2013-2014 | 2014-2015 |
| Karşıyaka İzmir      | oct 2015  | nov 2015  |
| PSK Sakhaline        | jan 2017  | …         |

## Palmarès
- Coupe de Russie
  - Vainqueur : 2008.
- Championnat de Russie
  - Finaliste : 2003.